# Championnat de La Réunion de football 1975
Le Championnat de La Réunion de football 1975 était la 26e édition de la compétition qui fut remportée par la JS Saint-Pierroise.

## Classement
| Rang | Équipe                | Pts | J  | G  | N | P  | Bp | Bc | Diff |
| ---- | --------------------- | --- | -- | -- | - | -- | -- | -- | ---- |
| 1    | JS Saint-Pierroise    | 53  | 22 | 14 | 3 | 5  | 61 | 24 | +37  |
| 2    | SS Excelsior (T)      | 53  | 22 | 12 | 7 | 3  | 45 | 18 | +27  |
| 3    | US Bénédictine        | 49  | 22 | 12 | 3 | 7  | 62 | 38 | +24  |
| 4    | CS Saint-Denis (C)    | 48  | 22 | 10 | 6 | 6  | 36 | 31 | +5   |
| 5    | FC Ouest              | 48  | 22 | 9  | 8 | 5  | 29 | 20 | +9   |
| 6    | SS Saint-Pauloise     | 47  | 22 | 12 | 1 | 9  | 38 | 34 | +4   |
| 7    | SS Patriote           | 45  | 22 | 10 | 3 | 9  | 38 | 34 | +4   |
| 8    | SS Tamponnaise (P)    | 41  | 22 | 6  | 7 | 9  | 38 | 48 | -10  |
| 9    | SS Saint-Louisienne   | 39  | 22 | 7  | 3 | 12 | 22 | 36 | -14  |
| 10   | CS Sainte-Marie (P)   | 39  | 22 | 5  | 7 | 10 | 22 | 34 | -12  |
| 11   | SS Jeanne d'Arc       | 43  | 22 | 4  | 4 | 14 | 24 | 49 | -25  |
| 12   | SS Jeunesse Musulmane | 32  | 22 | 3  | 4 | 15 | 16 | 65 | -49  |

|  | Barrage pour la relégation |
|  | Relégation en 2e division  |

### Match pour le titre
Comme la JS Saint-Pierroise et le SS Excelsior terminent tous les deux premiers avec 53 points, et comme le goal average n'est pas un critère pour établir la position des deux équipes, un match est nécessaire pour départager les deux équipes, joué le 2 novembre 1975. 
- JS Saint-Pierroise 4-1 SS Excelsior

La JS Saint-Pierroise est déclarée champion en 1975.

### Match pour la9eplace
Comme la SS Saint-Louisienne et la CS Sainte-Marie terminent tous les deux avec 39 points, et comme le goal average n'est pas un critère pour établir la position des deux équipes, un match est nécessaire pour départager les deux équipes. 
- SS St Louisienne bat CS Ste Marie

La SS Saint-Louisienne est classée neuvième et la CS Sainte-Marie est classée dixième, soit la place pour le barrage.

### Barrage pour la relégation
Dans une confrontation aller/retour, le 10e de D1 affronte le 3e de D2 pour une place en D1 la saison suivante.
- CS Ste Marie (D1) 2–2 ; 2-0 AS Poussins (D2)

La CS Sainte-Marie reste en D1 tandis que l'AS Poussins reste en D2.